# Claude Makélélé Sinda
Claude Makélélé Sinda (Kinshasa, 18 de febrer de 1973) és un exfutbolista i entrenador professional francès. Jugava com a migcampista defensiu i es retirà com a jugador al Paris St. Germain. Va ser internacional 72 vegades amb la selecció francesa.

## Palmarès

### Nantes
- Lliga francesa (1995)

### Reial Madrid
- Lliga espanyola (2001, 2003)
- Supercopa espanyola (2001, 2003)
- Lliga de Campions (2002)
- Supercopa d'Europa (2002)
- Copa Intercontinental (2002)

### Chelsea
- Lliga anglesa (2005, 2006)
- Copa de la Lliga anglesa (2005, 2007)
- Supercopa anglesa (2005)
- Copa anglesa (2007)

### Paris Saint-Germain
- Copa francesa (2010)